# Christ en croix adoré par deux donateurs
Le Christ en croix adoré par deux donateurs est une peinture à l'huile sur toile réalisée vers 1590 environ par Le Greco, conservée au musée du Louvre, à Paris. 

## Description
Le Christ agonise sur la Croix , le regard tourné vers son Père, sur fond de ciel d'orage, sans paysage. Destiné à une chapelle du monastère hiéronymite de Tolède, il a été commandé par l'une des deux figures montrées sous la Croix. Ceux-ci avaient déjà été identifiés comme étant les frères Covarrubias, fils de l'architecte Alonso de Covarrubias, mais ils seraient aujourd'hui Dionisio Melgar à gauche et un habitant inconnu de Tolède (probablement Blas de Fuentechada ou Pablo Rodríguez de Belalcázar) à droite. Melgar était un chanoine du monastère susmentionné et pourrait avoir été l'un des commissaires. Le tableau était encore dans le monastère en 1715, mais a été acquis par le roi Louis-Philippe au XIXe siècle. Il est apparu au Salon d'Automne de 1908 à Paris, où il a été acquis par le Musée du Louvre.

## Expositions
Ce tableau est présenté à l'exposition Greco du Grand Palais de Paris, du 16 octobre 2019 au 10 février 2020.